# デューク更家
デューク更家（デュークさらいえ、Duke Saraie, 1954年4月10日- ）は、日本のウォーキングトレーナー。独自のウォーキングエクササイズ「デュークズウォーキング」で有名になった。
和歌山県新宮市生まれ。2023年現在は、モナコと東京に自宅を構える。幼少期から「龍」と交信をしており、お金持ちになれたのは龍のおかげだとして、ドラゴンセミナーを開催したり、自身が実践する龍とのつながり方や「龍歩（ドラゴンウォーキング）」などを解説した著書を出版している。歩くことで道徳を教える「歩育（ほいく）」、神社仏閣で安寧を祈念する「ウォーキング奉納」などのイベントも開催する。

## 人物
新宮市立緑丘中学校、和歌山県立和歌山北高等学校体育科を経て、大阪経済大学経営学部を卒業。同大学在学中にはバスケットボール部に所属し、1978年3月に卒業した。
イギリスへの滞在歴もあるが、2002年からはモナコに居住し、日本とのあいだを頻繁に往復している。モナコの自宅アパートメントはF1モナコGPのコースにもなるトンネルの出口直上に位置している。1991年に結婚した更家由美子（「マダム更家」と自称する）とのあいだに、2人の娘がおり、次女のクリステル紗々は、2002年3月にモナコの病院で誕生した。長女の小麦は次女よりも10歳年上であり、モナコ移住前には東京のインターナショナルスクールに通学していた。
2006年4月、更家は、自身の卒業校である大阪経済大学の客員教授に就任した。

## デュークズウォーク
気功・呼吸法・バレエ・武道などからの着想により、独自のウォーキングを利用したダイエットやエクササイズ「デュークズウォーク」を考案した。これがテレビなどで紹介されたことから人気を得て、「ウォーキングドクター」と自称した。「最期まで自分の足で歩ききる人生」を多くの人々に伝える「ウォーキングパラダイス」をライフワークに加え、近年はその指導にあたるウォーキングスタイリストやセラピストの育成をするなど、独自のウォーキングスタイルを提唱し広める活動をしている。

## 主な受賞と称号
- 社会文化功労賞（平成14年下半期、日本文化振興会・民間会社）[13]
- 和歌山県文化奨励賞[3]
- 和歌山県新宮市民栄誉賞[3]
- 体育学博士（国際学士院大学から授与）

## エピソード
- 中学高校大学とバスケットボールを続けていた。大学強豪校からの誘いもあったが、アルバイトをするため、断っている。その資金を充てジーンズショップを開店する。しかし、経営がうまくいかずに多額の借金を背負うことになったが、自己破産を選ばず、市場、レストランなどのアルバイトを掛け持ちし、借金を4年かけて返済している。なお、この時点で更家は最初の妻とは離婚している。

## 著書
- 『デューク更家の美ウォーキングダイエット』
- 『どこでもウォーキング・ダイエット』
- 『お金持ちになれたのは龍のおかげ』

ほか多数

## メディア出演

### テレビ
- 美WALK〜デュークからの贈り物〜（関西テレビ）
- まいにちスクスク （お題は「産後ママのエクササイズ」）（NHK教育）
- 中居正広のミになる図書館 (2014年7月8日、テレビ朝日)

### ラジオ
- ノムラでノムラだ♪ EXトラ!（MBSラジオ）月1回スペシャルレギュラーとして「私の散歩道」コーナーのみ出演

### 映画
- こいのわ 婚活クルージング（2017年、KADOKAWA）

### ゲーム
- ニンテンドーDS『デューク更家の健康ウォーキングナビ』（2007年、ドラス[16]